# FIFA-ina ljestvica
FIFA-ina ljestvica (eng. FIFA World Rankings, fr. Classement mondial de la FIFA) je sustav stupnjevanja svih nogometnih reprezentacija na svijetu po kvaliteti, na temelju ishoda njihovih službenih utakmica (najviša mjesta zauzimaju najuspješnije momčadi). Ljestvica je uvedena u prosincu 1992. godine, a osam reprezentacija je bilo na njezinom vrhu (argentinska, belgijska, brazilska, francuska, njemačka, talijanska, nizozemska i španjolska). Trenutačno je prva na ljestvici argentinska reprezentacija, a prvo mjesto je najdulje držala brazilska reprezentacija od kada postoji ova ljestvica.
U trenutku kada je 1993. godine postala službenim članom FIFA-e, hrvatska se reprezentacija nalazila na 122. mjestu FIFA-ine ljestvice. Godine 1994. i 1998. bila je reprezentacija koja je ostvarila najveći napredak. Nakon Svjetskog nogometnog prvenstva 1998. godine u Francuskoj, popela se na četvrto mjesto. Sljedeće 1999. godine bila je na trećem mjestu, a četvrto mjesto je zauzela još i 2013. godine. Nakon Svjetskog nogometnog prvenstva 2018. godine u Rusiji, ponovno se popela na četvrto mjesto. Prosječna pozicija hrvatske nogometne reprezentacije je 21. mjesto.
Prema postojećem sustavu, stupnjevanje se temelji na učinku reprezentacija u protekle četiri godine (do 2006. godine u proteklih osam). Ljestvica se koristi pri određivanju jakosnih skupina za ždrijeb. Alternativni sustavi su Elo ljestvica koja zbraja sve ishode svih vremena (koristi se u šahu) i neslužbeno svjetsko prvenstvo u nogometu (koristi se sustav izbacivanja sličan onom korištenom u boksu i hrvanju).

## Najboljih 40 zemalja
1. Belgija	1765
2. Francuska	1752
3. Brazil	1725
4. Engleska	1669
5. Portugal	1661
6. Španjolska	1639
7. Urugvaj	1637
8. Argentina	1636
9. Hrvatska	1634
10. Kolumbija	1631
11. Meksiko	1625
12. Italija	1612
13. Danska	1610
14. Njemačka	1607
15. Nizozemska	1596
16. Švicarska	1589
17. Čile	1570
18. Poljska 1568
19. Švedska	1558
20. Wales	1550
21. Senegal	1549
22. SAD	1542
23. Ukrajina	1539
24. Peru	1533
25. Austrija	1523
26. Tunis 1507
27. Japan 1503
28. Venezuela	1493
29. Iran	1492
30. Srbija 1489
31. Alžir 1489
32. Nigerija 1488
33. Turska	1486
34. Rusija	1480
35. Paragvaj	1476
36. Irska	1467
37. Slovačka	1466
38. Južna Koreja	1440
39. Maroko	1451
40. Island	1440

(stanje 21. studenog 2020.)

## Kritike
Od svog uvođenja 1992. godine, FIFA-ina ljestvica je predmet mnogih rasprava, posebice glede postupka računanja i razlike između percipirane kvalitete i općenitog stupnjevanja svjetskih momčadi po kvaliteti. Primjerice, Norveška je reprezentacija na drugom mjestu u listopadu 1993. godine, a reprezentacija SAD-a na četvrtom u srpnju i kolovozu 1995. godine (na iznenađenje i vlastitih igrača). Kritike o nerealnom stupnjevanju nastavile su se i nakon uvođenja nove metode računanja 2006. godine. Izraelska je reprezentacija bila petnaesta u studenom 2008. godine, te bi ušla u prvih 10 da nije propustila prigodu za kasni izjednačujući pogodak protiv latvijske. Uočeni nedostatci FIFA-ine ljestvice doveli su do nastanka brojnih alternativnih ljestvica svjetskih nogometnih statističara.

## Vanjske poveznice
- FIFA-ina ljestvica u cijelosti  Arhivirana inačica izvorne stranice od 11. svibnja 2016. (Wayback Machine) (engl.)
- Bojan Koprivica, Kako je Hrvatska došla do četvrtog mjesta na svijetu?  Arhivirana inačica izvorne stranice od 13. travnja 2013. (Wayback Machine), Sportnet.HR, 11. travnja 2013. (Detaljno objašnjenje i analiza fifine ljestvice te rangiranja hrvatske nogometne reprezentacije.)